# Suíça nos Jogos Olímpicos de Verão de 1988
A Suíça participou dos Jogos Olímpicos de Verão de 1988 em Seul, na Coreia do Sul. Conquistou nenhuma medalha de ouro, duas de prata e duas de bronze, somando quatro no total. Ficou na trigésima terceira posição no geral.